# Jan Hendrik Meijer
Pour les articles homonymes, voir Meijer.
Jan Hendrik Meijer, né en mai 1747 à Amsterdam et mort à une date inconnue, est un homme politique néerlandais.

## Biographie
Meijer est un raffineur de sucre lorsqu'éclate la Révolution batave en janvier 1795. Il entre alors à l'assemblée provisoire de Hollande et siège aux comités des affaires militaires, des vivres et des nécessités puis des affaires commerciales et maritimes à partir de février. Le 10 juin, il entre à la municipalité d'Amsterdam et en est élu député à la première assemblée nationale batave le 27 janvier 1796.
Il soutient le coup d'État unitariste du 22 janvier 1798 conduit par Pieter Vreede et le général Daendels. Après le coup d'État du 12 juin et la mise en place des nouvelles institutions du Directoire batave, il n'est pas réélu au Corps législatif batave.